# Brachyphlaeobella
Brachyphlaeobella is een geslacht van rechtvleugeligen uit de familie veldsprinkhanen (Acrididae). De wetenschappelijke naam van dit geslacht is voor het eerst geldig gepubliceerd in 1983 door Jago.

## Soorten
Het geslacht Brachyphlaeobella  is monotypisch en omvat slechts de volgende soort:
- Brachyphlaeobella achilles (Jago, 1983)